# کهن‌رست

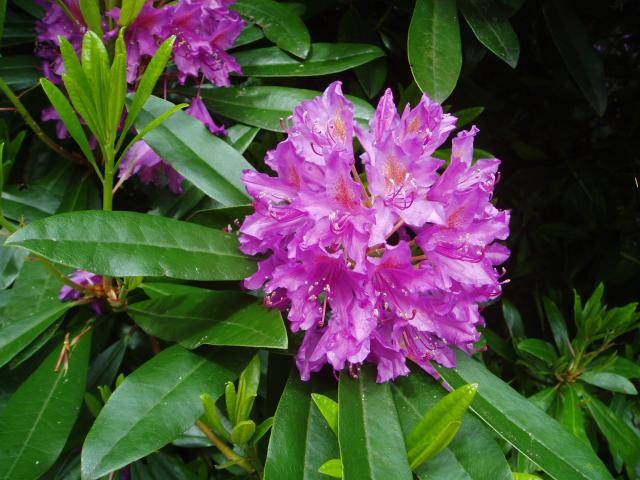
Rhododendron ponticum نمونه‌ای از گونه‌هایی است که پس از عصر یخبندان، اروپای مرکزی و شمالی را دوباره کلنی‌سازی کردند.

کهن‌رست یا آرکئوفیت (به انگلیسی: Archaeophyte) گونه‌ای گیاهی است که بومی یک منطقه جغرافیایی نیست، اما در زمان‌های «قدیم» گونه‌ای معرفی‌شده بود، نه اینکه یک معرفی نوین باشد. به آنهایی که پس از آن می‌رسند، نورست می‌گویند.
تاریخ قطعی معمولاً آغاز عصر جدید اولیه (نوبت سدهٔ ۱۵ یا ۱۶) است. در بریتانیا، کهن‌رست‌ها به عنوان گونه‌هایی در نظر گرفته می‌شوند که برای نخستین بار پیش از سال ۱۴۹۲ معرفی شدند، زمانی که کریستف کلمب وارد جهانی جدید شد و مبادل کلمبیایی آغاز شد.